# Barachois (groupe)
Pour les articles homonymes, voir Barachois.
Barachois était un groupe de musique folklorique acadien de l'Île-du-Prince-Édouard au Canada, fondé en 1994 et qui s'est séparé en 2003.

## Membres du groupe
- Albert Arsenault - violon, percussions, basse, chant
- Hélène Bergeron - synthétiseur, guitare, violon, chant
- Louise Arsenault - violon, guitare, chant
- Chuck Arsenault - guitare, cuivres, chant

## Biographie
Formé en 1994 dans la région Évangéline, le groupe a pris son nom en référence à un barachois, mot acadien désignant une étendue d'eau séparée de la mer par un banc de sable. Leur répertoire était principalement composé de chansons et mélodies traditionnelles recueillies lors des partys de cuisine ainsi qu'auprès de George Arsenault, ethnologue et historien spécialiste des traditions orales de l'Île-du-Prince-Edouard. Le groupe a joué plus de 2000 spectacles dans une vingtaine de pays pendant leur carrière.
L'album éponyme "Barachois" remporta le prix du meilleur album francophone en 1997 aux East Coast Music Awards. Les spectacles de Barachois n'étaient pas simplement des concerts de musique, mais un mélange de chansons, de danses, de scènes comiques et d'improvisation.
Le groupe a joué leur dernier concert le 13 décembre 2003, au Harbourfront Jubilee Theatre, à Summerside (Île-du-Prince-Édouard). 
Chuck et Albert ont continué en duo présentant musique et pièces théâtrales jusqu'à 2011 et Hélène et Louise continuent à assurer des spectacles musicaux avec le groupe maison du Village musical acadien, Gadelle.
Pour le Congrès mondial acadien 2019, les quatre membres du groupe ont accepté de se réunir pour un spectacle lors de la fête d’ouverture officielle à Abram-Village.[réf. nécessaire]

## Discographie
- 1995 : Party Acadien
- 1997 : Barachois
- 1999 : Encore
- 2002 : Naturel